# (32777) 1987 QF1
1987 كيو أف 1 (ويعرف أيضًا باسم (32777) 1987 كيو أف 1 وفق تسمية الكوكب الصغير) (بالإنجليزية: 1987 QF1)‏ هو كويكب ضمن حزام الكويكبات؛ وترتيبه 32777 من حيث الاكتشاف.
اكتُشف هذا الجُرم الفلكي بواسطة Zdeňka Vávrová ‏ في 21 أغسطس 1987.

## وصلات خارجية
- (32777) 1987 QF1 في قاعدة بيانات مختبر الدفع النفاث لأجرام النظام الشمسي الصغيرة

- الاكتشاف · مخطط المدار ·  العناصر المدارية · المعلمات المادية

- (32777) 1987 QF1 على موقع ويكي سكاي: DSS2, SDSS, GALEX, IRAS, Hydrogen α, X-Ray, Astrophoto, Sky Map, Articles and images